# Пуцавка
Пуцавка, Пацовка — річка в Україні, у Немирівському районі Вінницької області, права притока Південного Бугу (басейн Чорного моря).

## Опис
Довжина річки 8,4 км, площа басейну - 16,7 км².

## Розташування
Бере початок у селі Гриненки. Тече переважно на північний схід і у Брацлаві впадає у річку Південний Буг за 459 км від його гирла.
Річку перетинає автомобільна дорога Р08.

## Галерея

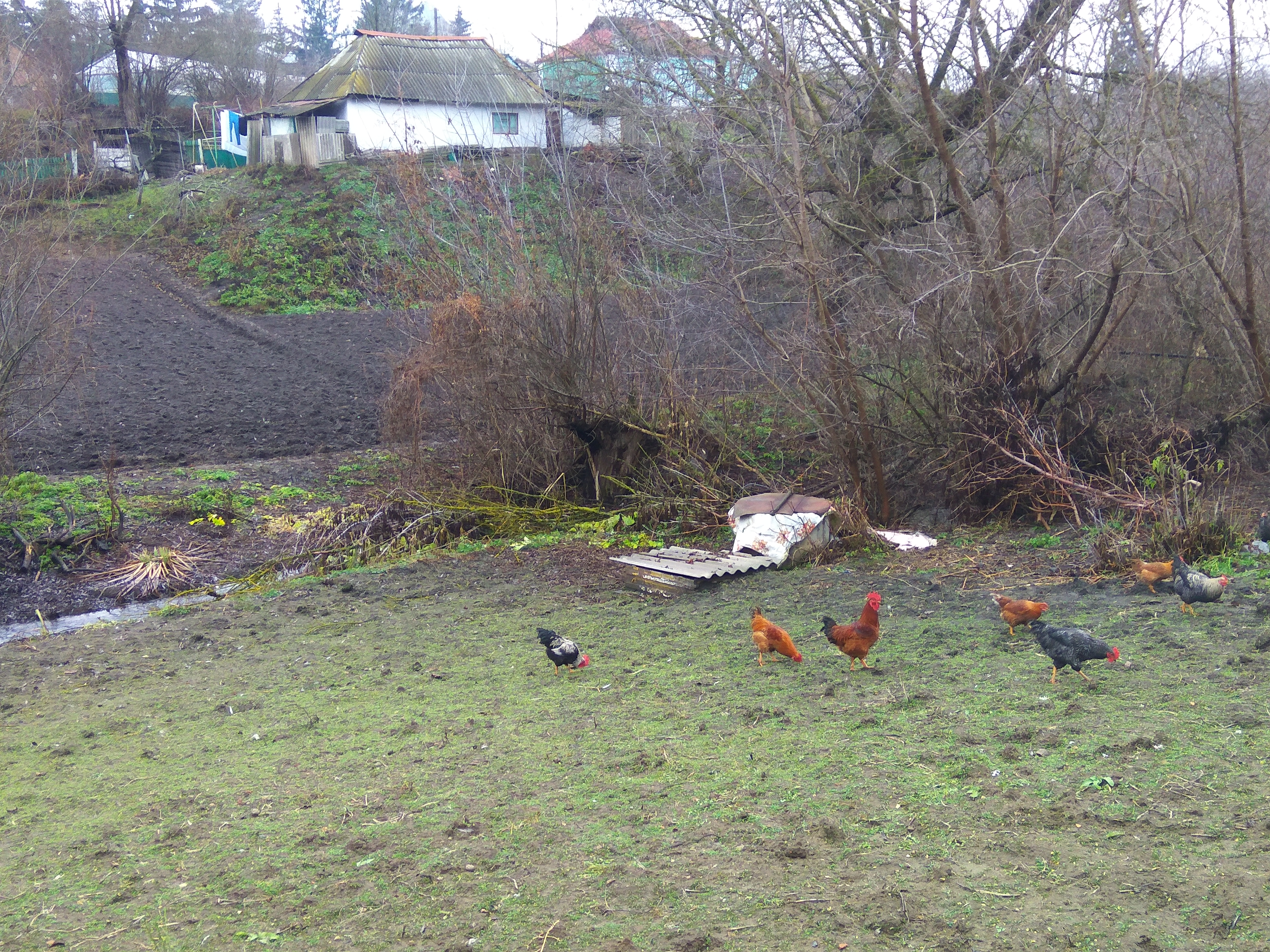
Краєвиди на берегах річки у Брацлаві